# Herren von Sperberseck

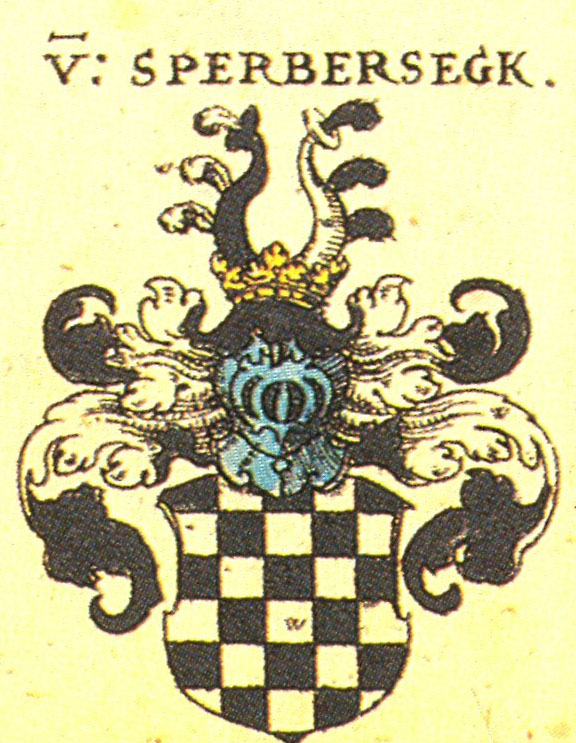
Wappen der Herren von Sperberseck

Die Herren von Sperberseck sind als Ministerialen der Zähringer, der Herzöge von Teck und der Württemberger ein 1092 erstmals urkundlich nachgewiesenes Geschlecht des Niederadels. Ihr Stammsitz war die Burg Sperberseck zwischen Böhringen und Donnstetten.

## Abstammung
Über die Hupaldinger und deren Nachkommen, den Herren von Sulmetingen, sind die Herren von Sperberseck direkte Nachfahren Karls des Großen.

## Geschichte

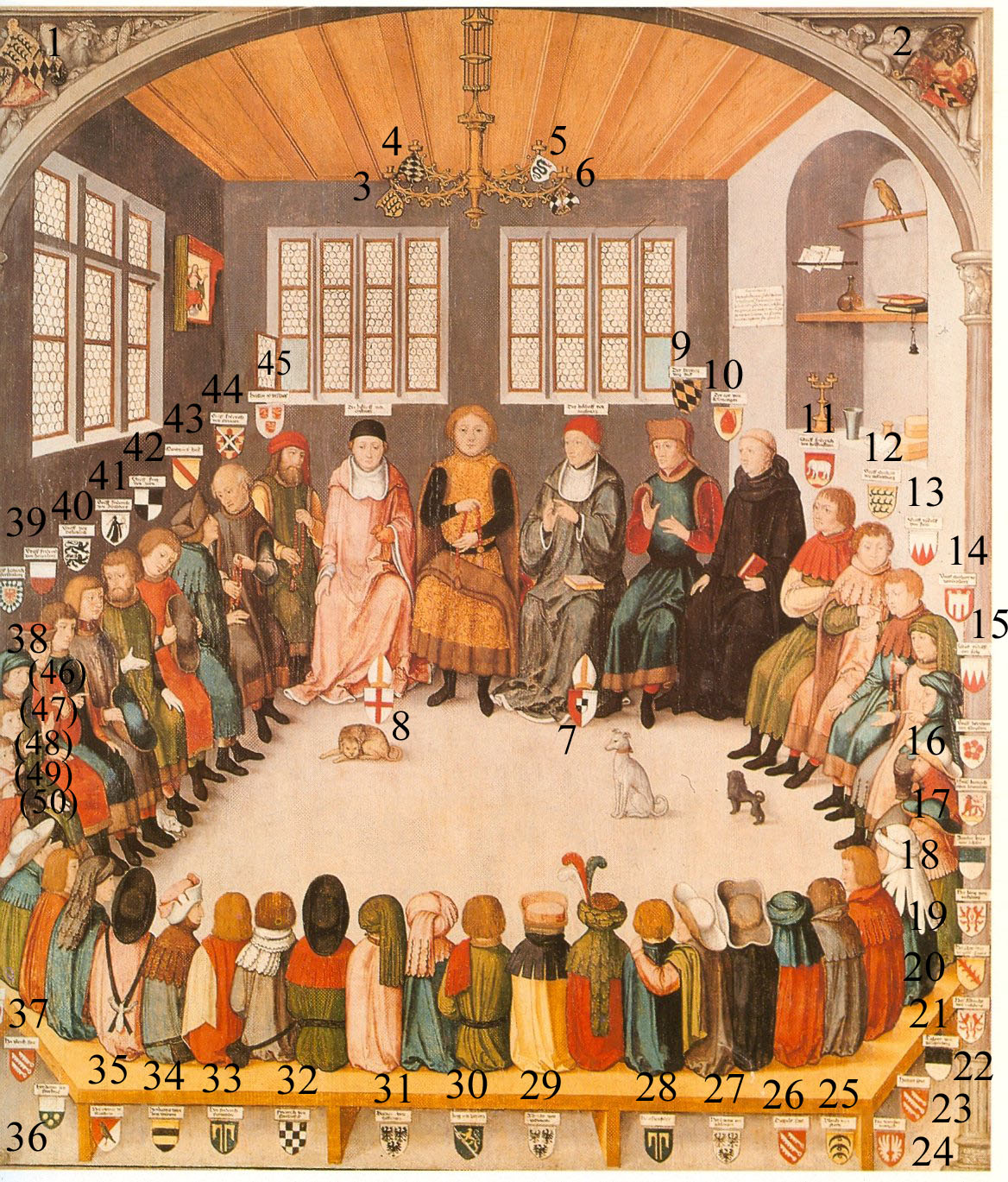
Ratssitzung Graf Eberhard des Milden von Württemberg (regierte 1392–1417) Friedrich von Sperberseck Nr. 32

Die Burg Sperberseck wurde durch Berthold von Sulmentingen gegründet, der 1092 erstmals mit dem Beinamen von Sperberseck erschien. Er war ein herzoglicher Fahnenträger und starb als Mönch im Kloster Zwiefalten. Sein Sohn, ebenso Berthold, soll dem Kloster Zwiefalten aus dem Heiligen Land kostbare Reliquien wie z. B. Teilstücke vom heiligen Kreuz und der Krippe sowie Erde vom Kalvarienberg und dem Grabe Jesu mitgebracht haben. Später wurde auch er Mönch des Klosters.
Die Ortsherrschaft über Böhringen hatten die Herren von Sperberseck vom 12. bis ins 14. Jahrhundert. Um 1180 verkaufte Albert von Sperberseck Streubesitz in der Markung Böhringen samt einem Viertel der dortigen Kirche an den Pfalzgrafen Rudolf von Tübingen. Die Gründung der Burg Tachenhausen durch Kraft von Sperberseck und der Burg Hofen bei Grabenstetten wird mit den Herren von Sperberseck in Verbindung gebracht. Mitte des 14. Jahrhunderts waren die Herren von Sperberseck württembergische Lehensträger in Hengen. 1384 wurde Schlattstall in Verbindung mit den Herren von Sperberseck zum ersten Mal urkundlich erwähnt. 1433 wurden die Mühle und andere Güter in Schlattstall des Conrad von Hofen von den Herren Sperberseck erworben.
Auch in Brucken, in Gutenberg, in Owen, in Nürtingen und in Talheim hatten die Sperbersecker Besitzungen, ebenso das Kirchenpatronat in Heutingsheim. Ab 1428 sind die von Sperberseck in Oberensingen genannt, 1438 veräußerten die Brüder Hans und Ulrich von Sperberseck ihren Besitz im Dorf, den Burgstall und die Vogtei an Gräfin Henriette von Württemberg. 1708 erlosch das Geschlecht mit Johann Philipp von Sperberseck.

## Bedeutende Namensträger
- Berthold von Sulmentingen, später von Sperberseck
- Albert von Sperberseck
- Kraft von Sperberseck[1]
- Hans von Sperberseck
- Ulrich von Sperberseck
- Johann Philipp von Sperberseck